# مهرشاه قادین
مهرشاه قادین (ترکی عثمانی: امینه مهرشاه قادین؛ حدود ۱۶۹۳ – ۸ می ۱۷۶۲) که با نام‌های مهرماه و آمینه هم خوانده می‌شد، همسر احمد سوم و والده سلطان مصطفی سوم امپراتور عثمانی بود. او اصالتی فرانسوی داشت.